# موريس كارجيل
موريس كارجيل (بالإنجليزية: Morris Cargill)‏ هو محامي وصحفي جامايكي، ولد في 10 يونيو 1914، وتوفي في 8 أبريل 2000.